# Babatisee
Der Babatisee (englisch: Lake Babati) ist ein langgestreckter See ohne Abfluss in Tansania.

## Lage
Das Gewässer befindet sich im nördlichen Zentraltansania in der Region Manyara etwa 200 Kilometer nördlich von Dodoma und 200 Kilometer südwestlich von Arusha.
Der See liegt 1345 Meter über dem Meer und hat eine Größe von 18 Quadratkilometer und verlandet. Im Jahr 1979 wurde seine Größe noch mit 21 Quadratkilometern angegeben, bei einer Länge von 10, einer Breite von 3 Kilometern und einer Tiefe von 5 Metern.
Das Einzugsgebiet des Sees beträgt 355 Quadratkilometer.

## Klima
Im Gebiet des Sees gibt es zwei Regenzeiten, eine von Oktober bis Dezember, die zweite von März bis Mai. Im Jahresdurchschnitt fallen 789 Millimeter Regen. Der Wasserstand schwankt etwa um einen Meter zwischen Trockenzeit und Regenzeit.

## Entstehung
Der See entstand vermutlich nach der Hebung des ostafrikanischen Grabenbruchs. Bei dieser wurden temporäre und permanente Seen gebildet, wie auch die benachbarten Manyarasee und Burungisee.

## Ökologie und Naturschutz
Der See ist bekannt für seine Nilpferdpopulation. Allerdings ist diese in den letzten Jahren von einst 400 auf 150 zurückgegangen. Durch das Schrumpfen des Sees wurden Regelungen zum Schutz gegen eine Verlandung festgelegt. So ist eine Bebauung der 60 Meter breiten Uferzone untersagt. Zudem wurden Pflanzungen und Zäune zum Schutz des Gewässers errichtet.